# Siam Park City
 (novembre 2012).
Ne doit pas être confondu avec Siam Park.
Siam Amazing Park (สยามอะเมซิ่งพาร์ค en thaïlandais) est un complexe comprenant un parc d'attractions et un parc aquatique situé dans le district de Khan Na Yao, à Bangkok, en Thaïlande. Il est ouvert depuis novembre 1980.

## Histoire
En 2019, Siam Park City accueille 750 000 visiteurs. En 2020, à cause du Covid-19, le nombre de visiteurs chute à 300 000.

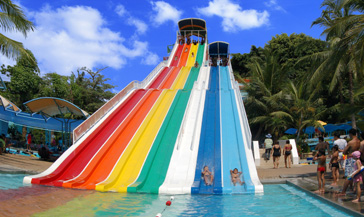
Ancien logo.

## Attractions

### Montagnes russes

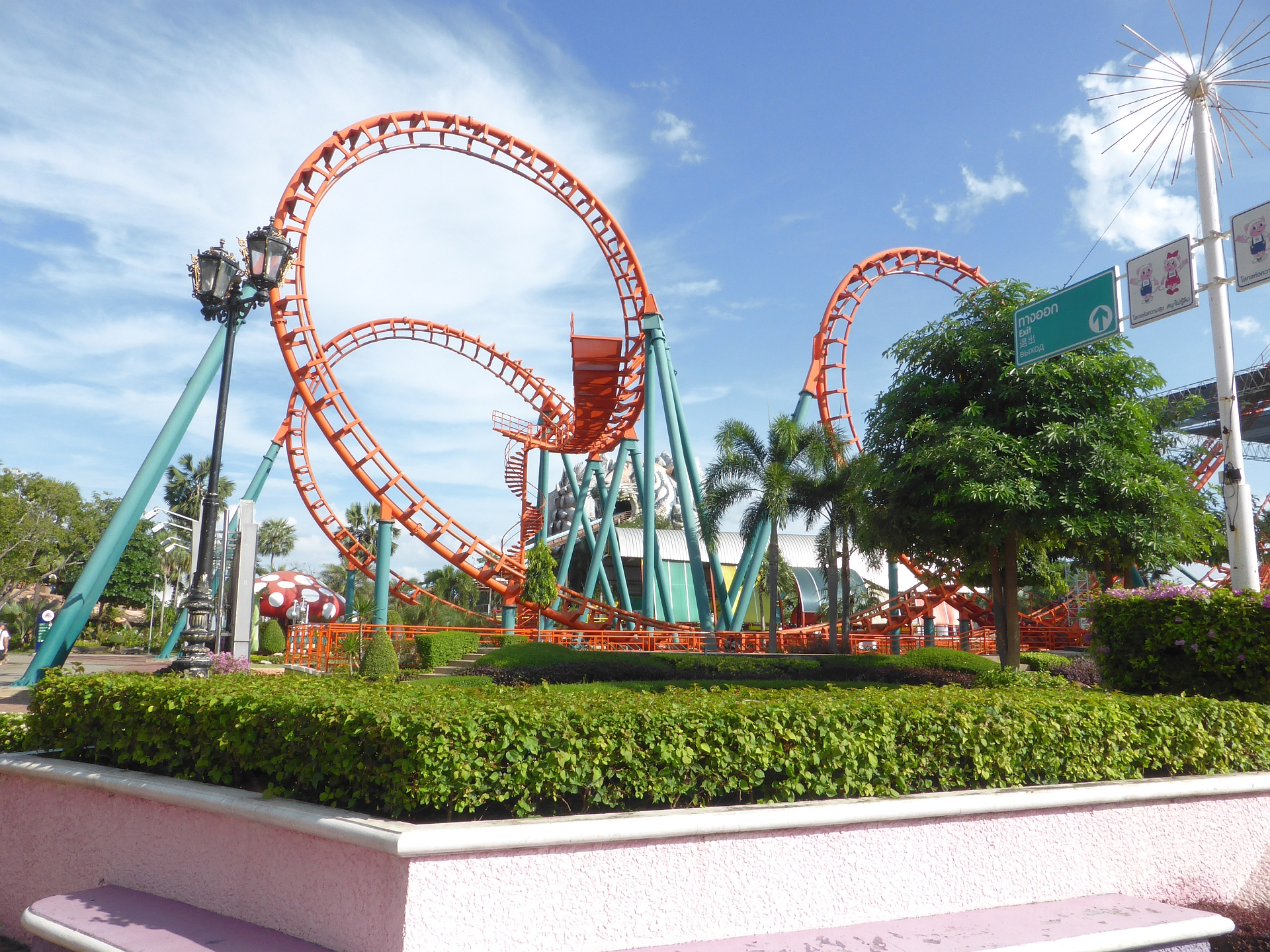
Boomerang
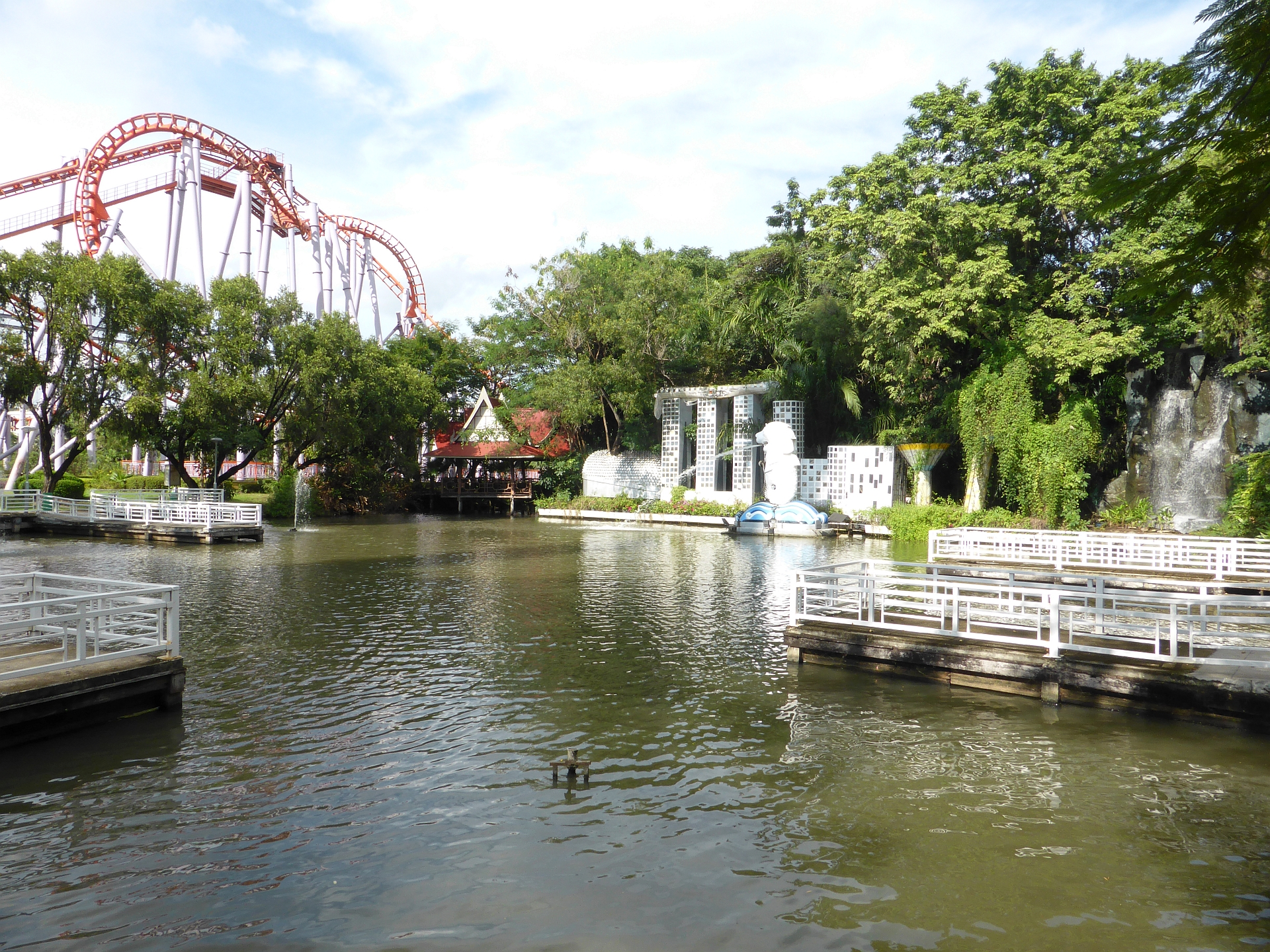
Vortex

| Nom de l'attraction  | Type                               | Constructeur | Année d'ouverture |
| -------------------- | ---------------------------------- | ------------ | ----------------- |
| Boomerang            | Montagnes russes navette Boomerang | Vekoma       | 2007              |
| Grand Canyon Express | E-Powered                          | Zamperla     | 2011              |
| Vortex               | Montagnes russes inversées         | Vekoma       | 2007              |
| Log Flume            | Bûches                             | 2024         | 2024              |

- Boomerang
- Vortex

### Anciennes Montagnes russes
| Nom de l'attraction | Type                     | Constructeur | Année d'ouverture | Année de fermeture |
| ------------------- | ------------------------ | ------------ | ----------------- | ------------------ |
| Loop the Loop       | Montagnes russes navette |              | 1981              | 2002               |

## Honneur et récompenses
La plus grande piscine à vagues du record de la piscine à vagues. 
 (décembre 2020).
Le contenu est difficilement compréhensible vu les erreurs de traduction, qui sont peut-être dues à l'utilisation d'un logiciel de traduction automatique.
Le 30 avril 2009, Guinness World Records adjudication exécutif M. Talal Omar officiellement reconnu les 13 600 m2 (146 389 pi2) piscine à vagues à la Siam City Park parc de loisirs de Bangkok, en Thaïlande, en tant que plus grand de la planète lors d'une cérémonie organisée par M. Veerasak Kowsurat, Président du Conseil d'administration de la Tourism Authority of Thailand. M. Kowsurat et M. Chaiwat Luangamornlert, propriétaire et président de Siam City Park Co., Ltd, a reçu le Guinness World Records officielles certificat lors de l'événement, qui a pris place aux côtés de l'immense vague de Siam Park pool.According représentants de la Ville, la piscine à vagues a été reconnue comme Bangkok mer intérieure de près de 30 ans et est une attraction très populaire en Thaïlande, le plus grand parc de loisirs. Maintenant qu'elle a été reconnue officiellement, les visiteurs du monde entier peuvent se baigner dans Siam Park City's record de succès,